# Dvorec Visoko
Dvorec Visoko (tudi Tavčarjeva domačija, Tavčarjev dvorec ali Kalanov dvorec) je kmečko poslopje z več pridruženimi objekti na Visokem pri Poljanah v občini Gorenja vas - Poljane, ki je tudi njegova lastnica. Je eden najpomembnejših arhitekturnih spomenikov pri nas, saj predstavlja stavbeni višek najbogatejših pripadnikov kmečkega sloja v drugi polovici 18. stoletja. Njegov zadnji lastnik je bil slovenski pisatelj Ivan Tavčar, ki ga je leta 1893 odkupil od Antona Hafnerja (sina Ane Hafner, roj. Kalan) in posestvo uredil po nemških vzorih. Na posestvu se danes nahaja bivalni objekt z zraven stoječim gospodarskim objektom, kozolec, teniško igrišče, bronast Tavčarjev spomenik in družinska grobnica Tavčarjev. Avgusta 2017 je bilo posestvo z vsemi objekti po odloku Vlade RS vključeno v kulturni spomenik državnega pomena Ambient Visoške in Debeljakove domačije na Visokem pri Poljanah.

## Zgodovina
Stavba se v pisnih virih prvič omenja v 13. stoletju, kjer so bila tri kmečka posestva. Posestvo je leta 1651 prevzel začetnik rodbine Kalanov, Filip Kalan, vendar podoba posestva ni znana. Leta 1726 so po ukazu Jurija Kalana, Filipovega vnuka, preuredili in okrasili kaščo, ki je bila preurejena v jedilnico. Prizidani naj bi bili tudi južni del objekta, celotni zahodni del ter veža. Današnja velikost stavbe je nastala med leti 1750 in 1824. Leta 1851 je bil objekt pod Johanom Kalanom s preoblikovanjem fasade približan meščanskemu slogu 19. stoletja. Kalani so se poleg poljedelstva in živinoreje ukvarjali tudi s preprodajo vina s Primorske. Leta 1863 je bil zraven glavnega poslopja zgrajen tudi kozolec toplar. Zadnja predstavnica rodbine Kalanovih je bila Ana Kalan por. Hafner. Posestvo je od njenega sina Antona Hafnerja leta 1893 kupil Ivan Tavčar, ki je med drugim postavil tudi prvo teniško igrišče v Sloveniji. Na posestvu danes ne stojijo več drvarnica, sušilnica za sadje in lan ter lopa, ki so nekoč stali v bližnji okolici dvorca.
Dvorec po drugi svetovni vojni ni bil nacionaliziran, so bili pa nacionalizirani okoliški gozdovi. Dediči so ga bili primorani leta 1962 prodati občini Škofja Loka, vendar ga je ta leta 1966 prodala rejcu konj Marku Šinkovcu. Novi lastnik je prenovil stanovanjski objekt, napeljal vodovod in hlev preuredil v konjušnico. Leta 1985 je po smrti Šinkovcove druge žene posestvo v last spet dobila občina Škofja Loka ter do leta 1995 obnovila gospodarsko poslopje. Z razdelitvijo loške občine na 4 manjše, je občini Gorenja Vas - Poljane do leta 2009 uspelo pridobiti 100 odstotni lastniški delež.
Ponovno vlaganje se je pričelo leta 2012, prenovili so prvi razstavni prostor. Leta 2016 so s konzervatorskimi in obrtniškimi deli prenovili glavno poslopje in grobnico, dela sta sofinancirali Tavčarjevi potomki Metka in Ruda Zorc. Leta 2017 so se v pritličju zgradbe odprle prve razstave, istega leta se je zaključilo restavratorsko delo z obnovo kozolca in poročne dvorane. 2018 sta bili urejeni meteorna kanalizacija ter temelji. Istega leta je dvorec prešel v upravo Zavoda za turizem in kulturo Poljanska dolina. Leta 2019 se je zaključila prva faza obnovitvenih del, odprta je bila tudi kavarna v pritličju. Novembra 2019 so z deli nadaljevali, prenovili so streho, fasado in tlake v glavni stavbi. Obnovo je z nepovratnimi sredstvi v višini 95.071 evrov financiralo Ministrstvo za kulturo. Konec leta 2021 naj bi se obnovilo še pripadajoče gospodarsko poslopje. Občina je vključno z nakupom loškega lastniškega deleža v zadnjih sedmih letih vložila približno 660.000 evrov.